# Jean-Claude Tergal
Pour les articles homonymes, voir Tergal (homonymie).
Jean-Claude Tergal est une série de bande dessinée de Tronchet prépubliée depuis 1989 dans Fluide glacial et publié depuis 1990 en albums reliés, 10 tomes étant sortis en 2011. La série suit les aventures du personnage éponyme, un ringard sympathique et pathétique, éternel malheureux en amour et surtout en sexe.
Le tome 6 Portraits de famille reçoit l'Alph-Art humour du Festival d'Angoulême 1998.

## Albums
1. Jean-Claude Tergal garde le moral !, 1990
2. Jean-Claude Tergal attend le grand amour, 1991
3. Jean-Claude Tergal présente ses pires amis, 1993
4. Jean-Claude Tergal raconte son enfance martyre, 1994
5. Jean-Claude Tergal découvre les mystères du sexe, 1995
6. Portraits de famille, 1997
7. La première fois, 1999[1]
8. L'amant lamentable, 2004
9. Nous deux, moins toi, 2009
10. Jean-Claude Tergal ne rentre pas seul ce soir, 2011

## Le Nouveau Jean-Claude
Jean-Claude Tergal inspire son auteur pour un one-man-show joué 150 fois au théâtre du Point-Virgule. Un DVD de cette prestation est réalisé en décembre 2000.
En 2002, le personnage de Jean-Claude Tergal connaît un remaniement profond, ce qui est assez inhabituel pour un héros ancré depuis longtemps dans la bande dessinée franco-belge. Le nouveau Jean-Claude est différent ; il n'a plus de nom de famille et il change de forme et de visage. Il parait en deux tomes dessinés par Jean-Louis Tripp, et scénarisés par Tronchet.
Ce même scénario est utilisé dans le film Le Nouveau Jean-Claude, réalisé par Tronchet, avec comme acteurs Mathieu Demy et Clotilde Courau. Alors que l' "ancien" est enveloppé, burlesque, et bête à l'extrême, le "nouveau" est un loser svelte et plutôt mélancolique, énigmatique, innocent. Pour justifier le titre du film aux yeux des non-bédéphiles, Richard Berry nous présente au milieu du film le Nouveau Jean-Claude, qui est nouveau parce qu'il vient de reprendre confiance en soi avant d'attaquer son grand projet : draguer la belle Marianne (Clotilde Courau).

## Prix
- 1998 : Alph-Art humour au festival d'Angoulême 1998 pour le t. 6